# Robert Morris (Mathematiker)
Robert „Rob“ D. Morris ist ein britischer Mathematiker, der sich mit Graphentheorie und Kombinatorik befasst.
Morris studierte an der Universität Cambridge (Christ’s College) und war Research Fellow am Murray Edwards College in Cambridge. Er wurde 2006 an der University of Memphis bei Béla Bollobás promoviert (Phase transitions in combinatorics). Als Post-Doktorand war er in Tel Aviv, Tokio und am Instituto de Matemática Pura e Aplicada (IMPA) in Rio, wo er Associate Professor ist.
2016 erhielt er mit Wojciech Samotij und József Balogh den George-Pólya-Preis in Kombinatorik, 2018 mit mehreren Co-Autoren den Fulkerson-Preis. 2015 erhielt er den European Prize in Combinatorics für seine Beiträge zur extremalen und probabilistischen Kombinatorik und speziell zu unabhängigen Mengen in Hypergraphen, für Schranken von Ramseyzahlen, zufällige zelluläre Automaten und Bootstrap Perkolation (mit Balogh, Hugo Duminil-Copin und Bollobas). 2024 wurde ihm der Leroy P. Steele Prize for Seminal Contribution to Research zugesprochen, gemeinsam mit József Balogh und Wojciech Samotij.

## Schriften (Auswahl)
- mit Noga Alon, Jozsef Balogh, Wojciech Samotij: A refinement of the Cameron-Erdös Conjecture. In: Proceedings of the London Mathematical Society. Band 108, 2014, S. 44–72, Arxiv.
- mit József Balogh, Wojciech Samotij: Independent sets in hypergraphs. In: Journal of the American Mathematical Society. Band 28, 2015, S. 669–709, Arxiv 2012.
- mit József Balogh, Wojciech Samotij, Lutz  Warnke: The  typical  structure  of  sparse {\displaystyle K_{r+1}}-free graphs. In: Transactions of the American Mathematical Society. Arxiv 2013.
- mit Bela Bollobas, József Balogh: Bootstrap percolation in three dimensions. In: Annals of  Probability. Band 37, 2009, S. 1329–1380, Arxiv.
- mit Bela Bollobas, József Balogh, Hugo Duminil-Copin: The sharp threshold for bootstrap percolation in all dimensions. In: Transactions of the American Mathematical Society. Band 364, 2012, S. 2667–2701, Arxiv
- mit Bela Bollobas, Paul Balister: The sharp threshold for making squares. In: Annals of Mathematics. Band 188, 2018, S. 49–143, Arxiv 2016
- mit Béla Bollobás, Hugo Duminil-Copin, Paul Smith: Universality of two-dimensional critical cellular automata. Arxiv 2014.
- mit Gonzalo Fiz Pontiveros, Simon Griffiths: The triangle-free process and R(3,k) In: Memoirs of the American Mathematical Society. Arxiv 2013,
- mit Gonzalo Fiz Pontiveros, Simon Griffiths,  David Saxton, Jozef Skokan: On the Ramsey number of the triangle and the cube, Arxiv 2013
- mit József Balogh, Bela Bollobás: Hereditary properties of ordered graphs. In: Topics in Discrete Mathematics. 26, Springer, Berlin 2006, S. 179–213, Arxiv.
- mit József Balogh, Bela Bollobás: Hereditary properties of partitions, ordered graphs and ordered hypergraphs. In: European Journal of Combinatorics. 27, 2006, S. 1263–1281, Arxiv.